# Hypoxis multiceps
Hypoxis multiceps är en enhjärtbladig växtart som beskrevs av J. D. Buchinger och John Gilbert Baker. Hypoxis multiceps ingår i släktet Hypoxis och familjen Hypoxidaceae. Inga underarter finns listade i Catalogue of Life.